# Velká Losenice
Velká Losenice (in tedesco Groß Losenitz) è un comune ceco situato nel distretto di Žďár nad Sázavou, nella regione di Vysočina.